# 名古屋市立植田小学校
名古屋市立植田小学校（なごやしりつ うえだしょうがっこう）は、愛知県名古屋市天白区植田本町一丁目の公立小学校。

## 歴史

### 沿革
- 1874年（明治7年） - この年、全久寺観音堂に設置された盛徳学校を植田小学校のルーツとしている[WEB 1]。
- 1892年（明治25年） - 植田尋常小学校と改称され、校舎が森後（植田八幡宮）に移る[WEB 1]。
- 1906年（明治39年）5月10日 - 愛知郡植田村・平針村・島田村・八事村・野並村が合併し、同郡天白村が成立する[WEB 1]。
- 1907年（明治40年） - 天白尋常小学校に統合され、同校の分校となる[WEB 1]。
- 1955年（昭和30年）
  - 2月1日 - 天白小学校より独立し、愛知郡天白村立植田小学校となる[WEB 1]。当初の校舎は1年から3年が通う森後の校舎と、4年から6年が通う天白村立天白小学校に分かれていた[WEB 1]。
  - 4月5日 - 愛知郡天白村が名古屋市昭和区に編入され、名古屋市立植田小学校となる[WEB 1]。
- 1957年（昭和32年）7月 - 現校地に移転し、全学年の教室が統合される[WEB 1]。
- 1960年（昭和35年） - 校歌と校訓が制定される[WEB 1]。
- 1973年（昭和48年） - 梅森坂に分校が設置される[WEB 1]。
- 1975年（昭和50年）4月 - 名古屋市立梅森坂小学校が分離独立する[WEB 1]。
- 1976年（昭和51年） - 名古屋市立植田幼稚園が開園[WEB 1]。また、名古屋市立大坪小学校が設置される[WEB 1]。
- 1988年（昭和63年） - 名古屋市立植田南小学校が設置される[WEB 1]。
- 1991年（平成3年） - 名古屋市立植田北小学校が設置される[WEB 1]。
- 1997年（平成9年） - 所在地が天白区天白町大字植田字三七河原8番地の58から植田本町一丁目1201番地に変更される[WEB 1]。
- 2013年（平成25年） - 名古屋市立植田東小学校が設置される[WEB 1]。

### 児童数の変遷
『愛知県小中学校誌』（1998年）によると、児童数の変遷は以下の通りである。
| 1955年（昭和30年） | 337人   |  |
| 1957年（昭和32年） | 353人   |  |
| 1967年（昭和42年） | 422人   |  |
| 1977年（昭和52年） | 616人   |  |
| 1987年（昭和62年） | 1,164人 |  |
| 1997年（平成9年）  | 899人   |  |

## 通学区域
所管する名古屋市教育委員会は、2019年（令和元年）9月1日時点では、天白区のうち、一本松一丁目・一本松二丁目・植田西一丁目・植田西二丁目・植田本町一丁目・植田本町二丁目・元植田一丁目・元植田二丁目・元植田三丁目および植田東一丁目の各一部を通学区域として指定している。
また、卒業後の進学先は名古屋市立植田中学校となっている。

### WEB
1. 1 2 3 4 5 6 7 8 9 10 11 12 13 14 15 16 17  “学校のあゆみ”.   名古屋市立植田小学校. 2020年6月21日閲覧。
2. ↑  名古屋市教育委員会事務局総務部教育環境計画室計画係 (2019年9月1日). “名古屋市立小・中学校の通学区域一覧（天白区）” (PDF).   名古屋市. 2020年6月14日閲覧。
3. ↑  名古屋市教育委員会事務局総務部教育環境計画室計画係 (2018年4月1日). “名古屋市立中学校区一覧（小→中）” (PDF).   名古屋市. 2020年6月20日閲覧。

### 書籍
1. 1 2 3  六三制教育五十周年記念愛知県小中学校誌編集委員会 1998, p. 400.